# Östanå
Östanå – miejscowość (tätort) w Szwecji, w regionie administracyjnym (län) Gävleborg, w gminie Sandviken.
Według danych Szwedzkiego Urzędu Statystycznego liczba ludności wyniosła: 217 (31 grudnia 2018) i 216 (31 grudnia 2019).